# Thomas Muir (Mathematiker)

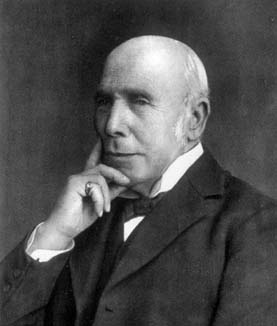
Thomas Muir

Sir Thomas Muir (* 25. August 1844 in Stonebyres, Lanarkshire; † 21. März 1934 in Rondebosch, Südafrika) war ein schottischer Mathematiker, der sich mit Determinanten befasste.

## Leben
Muir war der Sohn eines Schuhmachers und wuchs in Biggar auf. Auf der Schule in Wishaw fasste er eine Neigung zum Altgriechischen und begann dessen Studium an der Universität Glasgow, unter dem Einfluss von Lord Kelvin wandte er sich aber der Mathematik zu. 1868 wurde er Tutor an der Universität St. Andrews und machte eine Studienreise unter anderem nach Berlin. 1871 wurde er Assistent an der Universität Glasgow und wurde 1874 Fellow der Royal Society of Edinburgh. Von 1874 bis 1892 war er Lehrer für Mathematik und Naturwissenschaften an der Glasgow High School. 1892 ging er als Superintendant for General Education nach Kapstadt und reformierte im Auftrag von Cecil Rhodes das Schulsystem. 1897 wurde er Vizekanzler der Universität Kapstadt. 1915 ging er in den Ruhestand und schrieb an seinem fünfbändigen Werk über die Geschichte der Determinanten.
1884 war er Präsident der Edinburgh Mathematical Society, die ein Jahr zuvor gegründet worden war. 1900 wurde er Fellow der Royal Society. Er war Ehrendoktor der Universität Kapstadt und der Universität Glasgow (1882) und ab 1910 Präsident der South African Association for the Advancement of Science. 1884 und 1899 erhielt er die Keith Medal und 1916 den Gunning-Victoria-Preis. 1901 wurde er als Companion des Order of St. Michael and St. George ausgezeichnet, 1915 wurde er als Knight Bachelor geadelt. Er war Fellow der Royal Scottish Geographical Society und der Geological Commission of the Cape of Good Hope.
1876 heiratete er Margaret Bell, mit der er zwei Söhne und zwei Töchter hatte.

## Schriften
- Treatise on the theory of determinants, Macmillan 1882, Neuausgabe Dover 1960
- History of determinants, Macmillan, Band 1 bis 5, 1906 bis 1929
  - Band 1 erschien 1890 und überarbeitet 1906 und behandelt die Geschichte von Leibniz bis 1840, Band 2 erschien 1911, Band 3 1920, Band 4 1923 und Band 5 1929
  - Nachdruck in 4 Bänden bei Dover 1960
- Contributions to the history of determinants, 1930